# Similosodus burckhardti
Similosodus burckhardti là một loài bọ cánh cứng trong họ Cerambycidae.